# Xinjiang Tianshan Leopard
Xinjiang Tianshan Leopard FC (Chinesisch: 新疆 天山 雪豹; Pinyin: Xīnjiāng Tiānshān Xuěbào) ist ein professioneller chinesischer Fußballverein, der derzeit an der China League One unter Lizenz des chinesischen Fußballverbandes (CFA) teilnimmt. Das Team hat seinen Sitz in Ürümqi (Xinjiang) und sein Heimstadion ist das Xinjiang Sports Center mit einer Kapazität von 50.000 Plätzen. Ihr aktueller Mehrheitsaktionär ist die Shenzhen China-Kyle Special Steel, ein Stahlunternehmen.

## Geschichte
Hubei China-Kyle wurde im Dezember 2011 von der China-Kyle Special Steel Co., Ltd gegründet Erster Vorsitzende wurde Li Jianzhong und als erster Trainer wurde Li Jun verpflichtet. Mit der Hilfe des Fußballverbandes von Hubei bildeten sie eine Mannschaft und registrierten sich, um in der dritten Liga (League Two) 2012 des chinesischen Fußballligasystems zu spielen. Ihr Heimatstadion war das Huangshi-Stadion und Blau waren die Heimfarben des Vereins. In ihrer Debütsaison belegten sie den vierten Platz in der Süddivision und erreichten damit die Play-offs, wo sie, nachdem sie Hebei Zhongji und Shenzhen Fengpeng besiegt hatten, letztendlich Vizemeister hinter Guizhou Zhicheng FC wurden. Innerhalb der Division reichte diese Position jedoch für den Aufstieg in die zweitklassige League One.
Bei ihrem ersten Auftritt in der zweiten Liga kämpfte der Club mit der höheren Finanzausstattung und Professionalität der neuen Liga. Vor Beginn der Saison konnte sich das Team die erforderlichen Flugscheine für das Trainingslager in Dongguan (Guangdong) nicht leisten und musste mit dem Bus dorthin fahren. Trotz der finanziellen Engpässe konnte das Team von Li Jun am letzten Tag der Saison den Abstieg vermeiden, als es Chengdu Tiancheng FC mit 2:0 besiegte. Zu Beginn der Ligasaison 2014 erklärte der Verein öffentlich, dass er nach Investoren suchte und bereit wäre, die Provinz Hubei zu verlassen, um sie zu erhalten. Dies brachte Spekulationen mit sich, dass der Verein nach Xi’an ziehen würde, aber die Verhandlungen zwischen der Stadt und dem Verein scheiterten. Darauf verkündete das Sportbüro der autonomen Region Xinjiang Interesse an einer Investition in den Klub. Am 14. Februar 2014 übernahm das Sportamt der autonomen Region Xinjiang den Verein, indem es das Xinjiang Sports Center, Trainingseinrichtungen und Sponsoring zur Verfügung stellte. Hubei China-Kyle zog nach Ürümqi und änderte seinen Namen in Xinjiang Tianshan Leopard.

## Namenshistorie
- 2011–2013 Hubei China-Kyle FC 湖北华凯尔
- 2014– Xinjiang Tianshan Leopard 新疆天山雪豹

## Platzierungen.
| Saison   | 2012 | 2013 | 2014 | 2015 | 2016 | 2017 | 2018 |
| -------- | ---- | ---- | ---- | ---- | ---- | ---- | ---- |
| Liga     | 3    | 2    | 2    | 2    | 2    | 2    | 2    |
| Position | 2    | 13   | 10   | 8    | 11   | 11   | 16   |